# Новоракитный
Новоракитный — посёлок в Кагальницком районе Ростовской области.
Входит в состав Мокробатайского сельского поселения.

## География
В посёлке имеется одна улица: Климова.

## История
В 1987 г. указом ПВС РСФСР поселку третьего отделения совхоза имени Вильямса присвоено наименование Новоракитный.

## Население
| 2010 |
| ---- |
| 113  |